# 俄羅斯帝國國家銀行
俄羅斯帝國國家銀行（俄語：Государственный банк Российской Империи ）由彼得三世於1762年5月提出，該銀行以英格蘭銀行為藍本，並有權發行紙幣。然而，由於1762年6月28日的政變和沙皇被謀殺，該項目最終沒有實施。1768年，俄土戰爭爆發導致國家預算連年赤字，迫使葉卡捷琳娜二世提出發行紙幣的想法，並於1768年12月成立了俄羅斯國家轉讓銀行，該銀行一直存在到1818年，最終由國家商業銀行取代。